# Liste der Naturdenkmale in Pünderich
Die Liste der Naturdenkmale in Pünderich nennt die im Gemeindegebiet von Pünderich ausgewiesenen Naturdenkmale (Stand 25. März 2024).

## Naturdenkmale
| Nr.         | Bezeichnung                        | Lage                                                 | Beschreibung                                   | Bild                                    |
| ----------- | ---------------------------------- | ---------------------------------------------------- | ---------------------------------------------- | --------------------------------------- |
| ND-7135-434 | Eichengruppe                       | nordwestlich des Ortes; Abteilung Sternewald Lage    | Quercus sp.                                    | Direkt Bild zu diesem Denkmal hochladen |
| ND-7135-435 | Fichtenbestand auf dem Prinzenkopf | nördlich des Ortes; Abteilung Unter Prinzenkopf Lage | Picea abies; flächenhaftes Naturdenkmal        | Direkt Bild zu diesem Denkmal hochladen |
| ND-7135-436 | Drei Eichen                        | nördlich des Ortes; Abteilung Aufm Driesch Lage      | Quercus sp., drei von ursprünglich fünf Bäumen | Direkt Bild zu diesem Denkmal hochladen |

## Ehemalige Naturdenkmale
| Nr. | Bezeichnung           | Lage                                  | Beschreibung                                                         | Bild                                    |
| --- | --------------------- | ------------------------------------- | -------------------------------------------------------------------- | --------------------------------------- |
|     | Eichenbestand „Pöres“ | südöstlich des Ortes an der K 52 Lage | Quercus sp.; flächenhaftes Naturdenkmal; Rechtsverordnung aufgehoben | Direkt Bild zu diesem Denkmal hochladen |